# De strijd met de Berbers
De strijd met de Berbers (Frans: Khaïr le Maure) is het 14e album uit de Belgische stripreeks Roodbaard van Jean-Michel Charlier en Victor Hubinon. Het stripalbum werd in 1973 uitgebracht. Nadat Roodbaard in de vorige drie albums weinig tot niet aan bod kwam, speelde hij nu wel opnieuw een hoofdrol. Op ongeveer 2/3 van het verhaal vertrok hij naar Amsterdam en verdween weer uit beeld. 

## Het verhaal
In de afgelegen herberg De Kaap, even buiten New Orleans, probeert een onbekende man piratenkapitein Roodbaard in te huren. Hij wil hem de opdracht geven om het schip Havrais op weg naar Genua te onderscheppen en een zekere Caroline de Murators en haar personeel die aan boord zijn te vermoorden. Verontwaardigd weigert Roodbaard: hij besluit zijn aangenomen zoon Erik in te lichten en weet deze over te halen om samen de vrouw te redden. Erik maakt zijn schip Sperwer zeilklaar en ze zeilen de Havrais achterna. De onbekende heeft ook niet stilgezeten: hij heeft twee saboteurs aan boord van de Sperwer weten te krijgen, die zorgen voor oponthoud. Intussen is de onbekende met een snel schip naar Algiers gevaren, waar hij de hulp inroept van de Moorse piraten om de vrouw te vermoorden.
De man, die Orfano Ruggieri blijkt te heten, huurt de Berberse kaperkapitein Khayr-el-Djaïr in om de vrouw te vermoorden. De Berbers zijn eerder bij de Havrais dan Eriks schip en ze doden vrijwel alle opvarenden, maar Khayr-el-Djaïr kan het niet over zijn hart verkrijgen de zeer mooie Caroline te doden en voert haar mee naar Algiers. De brandende Havrais laten ze achter. Wanneer de Sperwer het schip bereikt blijkt iedereen dood te zijn, behalve de zwaargewonde kamenierster van Caroline. Ze kan alleen nog maar zeggen dat de hertog van Mantoue moet worden gewaarschuwd, voordat ze sterft. Ze reizen naar Toulon waar hun wegen zich scheiden: Roodbaard gaat naar Amsterdam om zijn nieuwe schip op te halen en Erik reist naar Mantoue, waar hij verneemt dat Caroline de Murators de enige erfgename van het hertogdom is. Baron Spada, de kanselier van de hertog werkt samen met Ruggieri om Mantoue in de handen van Oostenrijk te spelen. De samenzweerders beschuldigen Erik van poging tot moord op de hertog en zetten hem gevangen.

## Albums
De avonturen van Roodbaard in het Ottomaanse Rijk werden niet helemaal in chronologische volgorde uitgegeven. De vier albums zijn:
- 14. 1973 - De strijd met de Berbers (Khaïr le Maure)
- 15. 1973 - De gevangene (La captive des Maures)
- 16. 1974 - De helleschuit (Le vaisseau de l'enfer)
- 19. 1979 - Het hellevuur (Raid sur la corne d'or)